# Епархия Святого Георгия в Кантоне
Епархия Святого Георгия в Кантоне (лат. Eparchia Sancti Georgii Martyris Romenorum) — епархия Румынской католической церкви с центром в городе Кантон, штат Огайо, США. Епархия Святого Георгия в Кантоне является единственной епархией для румынских греко-католиков, проживающих в США. Кафедральным собором епархии Святого Георгия в Кантоне является собор Святого Георгия.

## История
4 декабря 1982 года Римский папа Иоанн Павел II издал буллу «Romenorum multitude», которой учредил Апостольский экзархат США для верующих Румынской католической церкви.
26 марта 1987 года Апостольский экзархат США Румынской католической церкви был преобразован в епархию Святого Георгия в Кантоне.

## Ординарии епархии
- епископ Vasile Louis Puscas (4.12.1982 — 3.07.1993);
- епископ John Michael Botean (29.03.1996 — по настоящее время).

## Источник
- Annuario Pontificio, Ватикан, 2005
- Булла Romenorum multitudo, AAS 75 (1983) I, стр. 541 (лат.)